# Steven R. McQueen
Steven Chadwick McQueen (Los Angeles, 13. srpnja 1988.), profesionalno poznat kao Steven R. McQueen, američki je glumac i model poznat po ulozi Jeremyja Gilberta u fantastičnoj drami SW The Vampire Diaries od 2009. do 2017. godine. Također je glumio Jimmyja Borellija u NBC drami Chicago Fire od 2015. do 2016. godine.

## Rani život
McQueen rođen je u Los Angelesu u Kaliforniji, roditelji Stacey Toten (danas Stacia Robitaille) i glumca, producenta Chada McQueena. Njegovi baka i djed s očeve strane bili su glumci Steve McQueen i filipinska glumica Neile Adams. Nećakinja Neile Adamas je filipinsko-španjoslka novinarka i televizijska voditeljica Isabel Preysler, majka Enriquea Iglesiasa. Njegov očuh, Luc Robitaille, bivši je profesionalni hokejaš na ledu koji je veći dio svoje karijere proveo u Los Angeles Kingsu iz Nacionalne hokejaške lige. McQueen je najstarije od četvero djece s polubratom Chaseom rođenim 1995. i polusestrom Madison 1997. iz očeva drugog braka, dok polubrat Jesse Robitaille je iz majčina drugog braka. McQueenovo umjetničko ime je "Steven R. McQueen",a "R" se odnosi na prezime njegovog očuha Robitaille.

## Karijera
2005. godine McQueen je debitirao na televiziji pojavljujući se u epizodi kratkotrajne CBS-ove znanstveno fantastične drame Threshold. Gostovao je u brojnim televizijskim serijama uključujući Bez traga, CSI: Miami i Numb3rs. Jedna od njegovih najzapaženijih uloga do danas bila je ponavljajuća uloga Kylea Huntera za sedam epizoda četvrte i posljednje sezone WB-ove drame Everwood od 2005. do 2006. U siječnju 2008. debitirao je u Disney Channel Original Movie Minutemen gdje je igrao zlikovsku ulogu Dereka Beaugarda.
2009. godine McQueen glumio je Jeremyja Gilberta u CW-ovoj televizijskoj adaptaciji romana LJ Smitha "Vampirski dnevnici" i glumio je u prvih šest sezona do 2015. godine. Gilbert je najavio da napušta Mystic Falls zbog umjetničke škole kada je objavljeno da je šesta sezona će biti zadnja za McQueena.
McQueen se pridružio glumačkoj postavi NBC-ove drame Chicago Fire u četvrtoj sezoni kao Jimmy Borelli, novi kandidat dodijeljen Firehouseu. U prvih šest epizoda zaslužan je za ponavljanje uloga, a u sedmoj je epizodi dodan glavnoj ulozi. U listopadu 2016.godine, lik McQueena izbačen je iz emisije tijekom pete sezone.

## Filmografija
| Godina | Naslov             | Uloga          | Bilješka                       |
| ------ | ------------------ | -------------- | ------------------------------ |
| 2006   | Club Soda          | The Kid        | Kratak film                    |
| 2008   | Minutemen          | Derek Beaugard | Disney Channel Originalan film |
| 2009   | American Breakdown | The kid        | Kratak film                    |
| 2010   | Piranha 3D         | Jake Forester  |                                |
| 2018   | The Take Off       | J.J.Cullings   | Kratak film                    |
| 2018   | Home By Spring     | Wayne          | Tv Film                        |
| 2020   | The Warrant        | Cal Breaker    | Post produkcija                |

| Godina          | Naslov              | Uloga           | Bilješka                                                    |
| --------------- | ------------------- | --------------- | ----------------------------------------------------------- |
| 2005            | Threshold           | Jordan Peters   | Epizoda: "Blood of the Children"                            |
| 2005-2006       | Everwood            | Kyle Hunter     | Ponavljajuća uloga, epizoda 7                               |
| 2008            | Numb3rs             | Craig Ezra      | Epizoda:"Atomic No.33"                                      |
| 2008            | Without a Trace     | Will Duncan     | Epizoda:"True/False"                                        |
| 2008            | CSI:Miami           | Keith Walsh     | Epizoda:"Gone Baby Gone"                                    |
| 2009-2015, 2017 | The Vampire Diaries | Jeremy Gilbert  | Redovno u epizodama, 100 epizoda Specijalan gost u 8.sezoni |
| 2015-2016       | Chicago Fire        | Jimmy Borrelli  | Redovno u serijama, 25 epizoda                              |
| 2016            | Chicago P.D.        | Jimmy Borrelli  | Gost, 3 epizode                                             |
| 2018            | Home by Spring      | Wayne Hendricks | Hallmark Originalan Film                                    |
| 2018            | Legacies            | Jeremy Gilbert  | Specijalan gost                                             |
| 2018            | Medal of Honor      | Joseph Vittori  | Epizoda:"Joseph Vittori"                                    |

## Nagrade i nominacije
| Godina | Award                       | Kategorija              | Nominiarani rad     | Rezultat  |
| ------ | --------------------------- | ----------------------- | ------------------- | --------- |
| 2006   | Beverly Hills Film Festival | Za najbolju mušku ulogu | Club Soda           | Pobjedio  |
| 2011   | Youth Rock Awards           | Rockin Tv A glumac      | The Vampire Diaries | Nominiran |
| 2013   | Teen Choice Awards          | Kraditelj muške scene   | The Vampire Diaries | Nominiran |